# Alessandro De Marchi
Alessandro De Marchi (ur. 19 maja 1986 w San Daniele del Friuli) – włoski kolarz szosowy i torowy. Olimpijczyk (2016).
W początkowym etapie kariery uprawiał również kolarstwo torowe – w dyscyplinie tej zdobywał między innymi medale mistrzostw krajów bałkańskich czy mistrzostw Włoch, a w drugiej z tych imprez kilkukrotnie triumfował.

## Osiągnięcia

### Kolarstwo szosowe
Opracowano na podstawie:

2008
- 1. miejsce w Gran Premio Folignano

2010
- 3. miejsce w Dookoła Rumunii

2011
- 1. miejsce na etapie 1b Settimana Internazionale di Coppi e Bartali (jazda drużynowa na czas)

2013
- 1. miejsce na 8. etapie Critérium du Dauphiné

2014
- 1. miejsce w klasyfikacji górskiej Critérium du Dauphiné
- 1. miejsce na 7. etapie Vuelta a España

2015
- 1. miejsce na 1. (jazda drużynowa na czas) i 14. etapie Vuelta a España

2016
- 1. miejsce na 1. etapie Tirreno-Adriático (jazda drużynowa na czas)

2017
- 1. miejsce na 2. etapie Volta Ciclista a Catalunya (jazda drużynowa na czas)
- 1. miejsce na 1. etapie Vuelta a España (jazda drużynowa na czas)

2018
- 1. miejsce na 3. etapie Volta a la Comunitat Valenciana (jazda drużynowa na czas)
- 1. miejsce na 1. etapie Tour de Suisse (jazda drużynowa na czas)
- 1. miejsce na 11. etapie Vuelta a España
- 1. miejsce w Giro dell’Emilia

2019
- 3. miejsce w mistrzostwach Włoch (jazda indywidualna na czas)

2020
- 2. miejsce w mistrzostwach Włoch (jazda indywidualna na czas)

2021
- 1. miejsce na etapie 1b Settimana Internazionale di Coppi e Bartali (jazda drużynowa na czas)
- 1. miejsce w klasyfikacji górskiej Tour of the Alps
- 1. miejsce w mistrzostwach Europy (mieszana jazda drużynowa na czas)
- 2. miejsce w Giro di Toscana
- 1. miejsce w Tre Valli Varesine
- 3. miejsce w Chrono des Nations

### Kolarstwo torowe
Opracowano na podstawie:
2007
- 3. miejsce w mistrzostwach krajów bałkańskich (wyścig indywidualny na dochodzenie)
- 1. miejsce w mistrzostwach krajów bałkańskich (wyścig drużynowy na dochodzenie)

## Rankingi

### Kolarstwo szosowe
| Rok             | 2009 | 2010 | 2011 | 2012 | 2013 | 2014 | 2015 | 2016 | 2017  | 2018 | 2019 | 2020 | 2021 | 2022 | 2023 | 2024  |
| --------------- | ---- | ---- | ---- | ---- | ---- | ---- | ---- | ---- | ----- | ---- | ---- | ---- | ---- | ---- | ---- | ----- |
| UCI World Tour  |      |      |      |      | 163. | 109. | 122. | 151. | 296.  | 141. |      |      |      |      |      |       |
| World Ranking   |      |      |      |      |      |      |      | 418. | 1279. | 170. | 315. | 198. | 106. | 919. | 498. | 1202. |
| UCI Europe Tour | 534. | 688. | 611. | 936. |      |      |      | 755. | 1851. | 174. | 260. | 164. | 90.  | 675. | -    | -     |
|                 |      |      |      |      |      |      |      |      |       |      |      |      |      |      |      |       |
| Źródło: UCI     |      |      |      |      |      |      |      |      |       |      |      |      |      |      |      |       |